# 汝矣島駅
汝矣島駅（ヨイドえき）は、大韓民国ソウル特別市永登浦区汝矣洞に位置するソウル交通公社とソウル市メトロ9号線の駅。汝矣島にある駅のひとつ。

## 利用可能な鉄道路線
ソウル交通公社
 5号線 - 駅番号は526
ソウル市メトロ9号線
 9号線 - 駅番号は915

## 歴史
- 1996年8月12日 - ソウル特別市都市鉄道公社（当時）5号線カチ山-汝矣島区間の開通とともに開業。
- 2009年7月24日 - 9号線開花-新論峴区間の開通とともに開業し、当駅に接続。
- 2017年5月31日 - ソウル特別市都市鉄道公社とソウルメトロが統合され、5号線はソウル交通公社の駅となる。

## 駅構造
改札口は5号線・9号線共に地下1階にある。5号線の改札口は新吉側と汝矣ナル側の2ヶ所あり、9号線の改札口は国会議事堂側とセッ江側の2ヶ所ある。化粧室は改札外にある。
この駅は建設当初から9号線の開通を考慮して建てられた。

### ソウル交通公社
ホームは地下4階にあり、相対式ホーム2面2線を有する。ホーム新吉寄りに新吉側の改札口、汝矣ナル寄りに汝矣ナル側の改札口に繋がる階段がある。改札階行きエレベーターは上りホームは新吉側の改札口に繋がっていて、下りホームは汝矣ナル側の改札口に繋がっている。ホーム中程に9号線との連絡通路に通じる階段がホーム1面につき2ヶ所ある。

#### のりば
| 上り | 5号線 | 永登浦区庁・カチ山・金浦空港・傍花方面 |
| 下り | 5号線 | 鍾路3街・往十里・上一洞・馬川方面      |

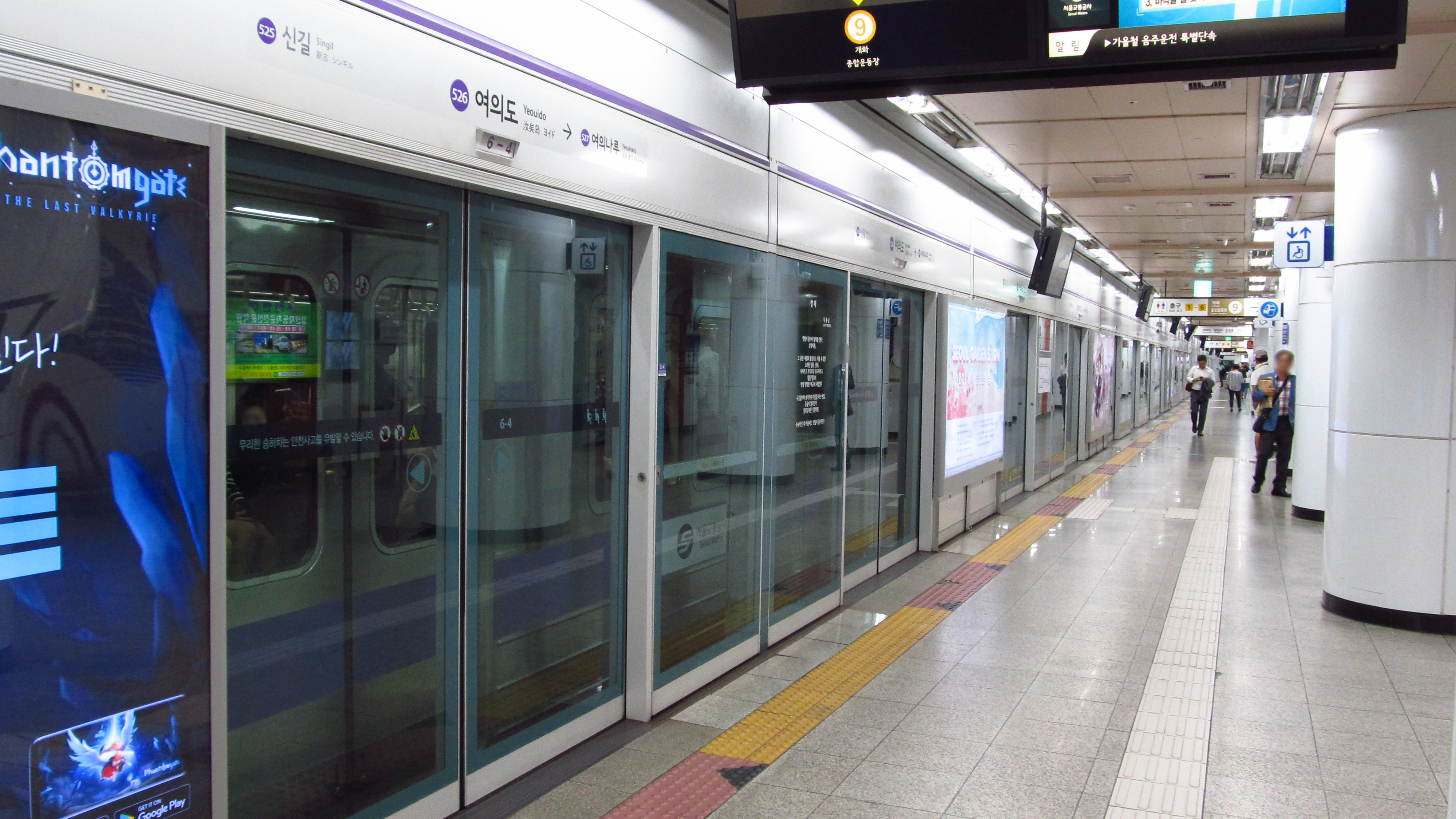
プラットホーム（2018年撮影）

### ソウル市メトロ9号線
ホームは地下2階にあり、相対式2面2線を有する。フルスクリーンタイプのホームドアが設置されている。ホーム国会議事堂寄りに国会議事堂側の改札口に、ホームセッカン寄りにセッカン側の改札口に通じる階段があり、ホーム中程に5号線との連絡通路がある。改札階行きエレベータは上下ホームとも国会議事堂側の改札口のみ繋がっている。

#### のりば
| 上り | 9号線 | 堂山・金浦空港・開花方面                     |
| 下り | 9号線 | 鷺梁津・銅雀・高速ターミナル・総合運動場方面 |

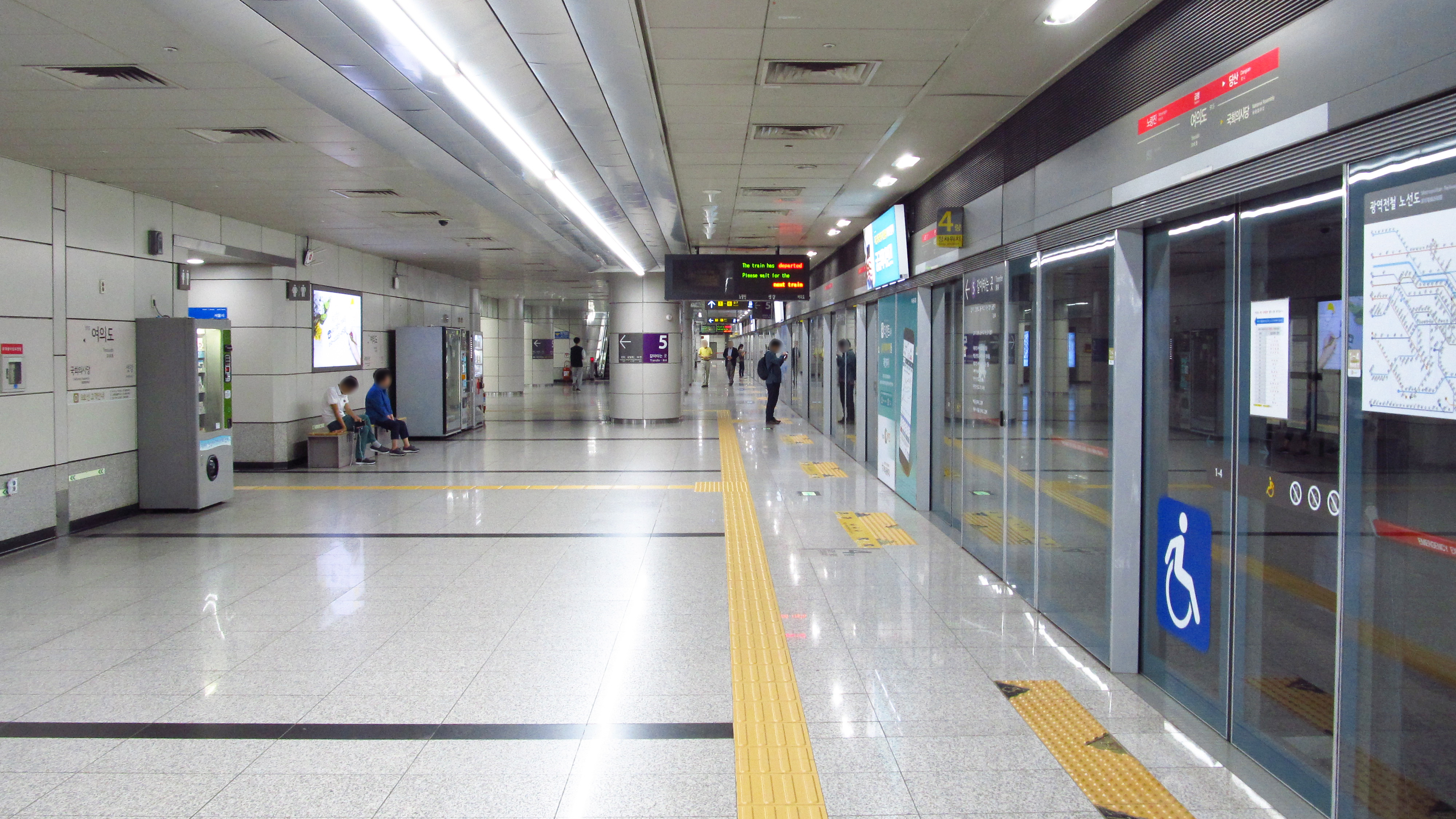
プラットホーム（2018年撮影）

## 利用状況
近年の一日平均利用人員推移は下記のとおり。
なお、9号線の2009年は開業日の7月24日から12月31日までの161日間を基準にしたものである。
| 路線  | 路線     | 2000年 | 2001年 | 2002年 | 2003年 | 2004年 | 2005年 | 2006年 | 2007年 | 2008年 | 2009年 | 出典  |
| ----- | -------- | ------ | ------ | ------ | ------ | ------ | ------ | ------ | ------ | ------ | ------ | ----- |
| 5号線 | 乗車人員 | 28,412 | 31,036 | 31,783 | 31,276 | 28,773 | 27,787 | 27,313 | 27,482 | 26,570 | 23,526 | [ 1 ] |
| 5号線 | 降車人員 | 31,445 | 33,458 | 33,764 | 33,652 | 28,648 | 30,880 | 30,660 | 31,092 | 30,257 | 26,899 | [ 1 ] |
| 5号線 | 乗降人員 | 59,857 | 64,494 | 65,546 | 64,928 | 57,421 | 58,666 | 57,973 | 58,574 | 56,827 | 50,425 | [ 1 ] |
| 9号線 | 乗車人員 | 未開通 | 未開通 | 未開通 | 未開通 | 未開通 | 未開通 | 未開通 | 未開通 | 未開通 | 20,954 | [ 2 ] |
| 9号線 | 降車人員 | 未開通 | 未開通 | 未開通 | 未開通 | 未開通 | 未開通 | 未開通 | 未開通 | 未開通 | 17,907 | [ 2 ] |
| 路線  | 路線     | 2010年 | 2011年 | 2012年 | 2013年 | 2014年 | 2015年 | 2016年 | 2017年 | 2018年 | 2019年 | 出典  |
| 5号線 | 乗車人員 | 19,813 | 19,681 | 20,704 | 21,765 | 21,858 | 22,324 | 22,834 | 22,526 | 22,759 | 23,657 | [ 3 ] |
| 5号線 | 降車人員 | 22,529 | 22,108 | 23,078 | 24,216 | 24,433 | 24,923 | 25,528 | 24,755 | 24,723 | 25,605 | [ 3 ] |
| 5号線 | 乗降人員 | 42,342 | 41,789 | 43,782 | 45,981 | 46,291 | 47,247 | 48,362 | 47,281 | 47,482 | 49,262 | [ 3 ] |
| 9号線 | 乗車人員 | 25,442 | 28,487 | 33,028 | 36,428 | 38,020 | 39,820 | 41,161 | 41,881 | 42,329 | 45,283 | [ 2 ] |
| 9号線 | 降車人員 | 25,445 | 28,833 | 33,904 | 37,390 | 39,182 | 40,499 | 41,861 | 42,550 | 43,165 | 46,507 | [ 2 ] |

## 駅周辺
- 全経連
- 金融監督院（朝鮮語版）
- 金融委員会
- 大韓教職員共済会
- 私学年金会館
- セッカン総合生態公園
- 汝矣島公園
- 汝矣島百貨店
- 汝矣島郵便局（朝鮮語版）
- 汝矣島総合展示場
- 汝矣島乗換センター
- 輪中中学校（朝鮮語版）
- ソウル輪中初等学校（朝鮮語版）
- バンディ・アンド・ルニス（朝鮮語版）
- 中小ベンチャー企業振興公団（朝鮮語版）
- 韓国取引所
- 韓国放送公社 (KBS)
- SK証券（朝鮮語版）
- 有進投資証券（朝鮮語版）
- ハナ金融投資（朝鮮語版）
- 東洋証券
- 裕和証券（朝鮮語版）
- 教保証券（朝鮮語版）
- 新韓金融投資証券
- グッドモーニング新韓証券

## 隣の駅
ソウル交通公社
 5号線
新吉駅 (525) - 汝矣島駅 (526) - 汝矣ナル駅 (527)
ソウル市メトロ9号線
 9号線
急行
堂山駅 (913) - 汝矣島駅 (915) - 鷺梁津駅 (917)
一般（各駅停車）
国会議事堂駅 (914) - 汝矣島駅 (915) - セッカン駅 (916)